# Corrandes d'exili
Corrandes d'exili es uno de los poemas más conocidos de Pere Quart, que empieza con los versos "Una nit de lluna plena tramuntàrem la carena, lentament, sense dir re…". El poema, en catalán, inicia el cuarto capítulo del poemario Saló de tardor, publicado por el autor el 1947 en Santiago de Chile, donde entonces estaba exiliado. El poema versa sobre los republicanos que tuvieron que exiliarse en 1939 después de su derrota durante la Guerra Civil Española y se considera un poema muy relacionado con el autor, puesto que él mismo tuvo que huir exiliado, al haber mostrado apoyo explícito al bando republicano. Corrandes d'exili está estructurado en ocho estrofas de versos heptasílabos (arte menor), alternados en quintetos y cuartetos. La rima es regular. Uno de los motivos que ha hecho que este poema alcance popularidad es que artistas como Ovidi Montllor (dentro del disco A Alcoi, 1974), Lluís Llach (dentro del disco T'estimo, 1984), Silvia Pérez Cruz (adaptando la versión de Lluís Llach) o el grupo Pomada al disco 1 de pomada (2000) han musicado este poema.